# Neogyna
Neogyna é um género botânico pertencente à família das orquídeas (Orchidaceae).